# Gawriil Wassiljewitsch Ksenofontow

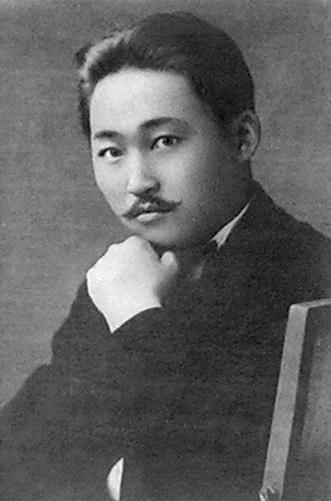
Gawriil Wassiljewitsch Ksenofontow

Gawriil Wassiljewitsch Ksenofontow (russisch Гавриил Васильевич Ксенофонтов, wiss. Transliteration Gavriil Vasilʹevič Ksenofontov; * 4. Januar 1888 in Malschegar, heute Sacha (Jakutien), Russland; † 28. August 1938 in Kommunarka bei Moskau) war ein russisch-jakutischer Ethnograph. Er hat sich als Sammler von Mitteilungen über die Schamanen verschiedener ostsibirischer Völker verdient gemacht. Seine Schamanenlegenden (Irkutsk, 1928) wurden von der Jakutischen Sektion der Ostsibirischen Abteilung der Russischen Geographischen Gesellschaft herausgegeben.
Am 22. April 1938 wurde Ksenofontow im Rahmen des Großen Terrors verhaftet, am 28. August 1938 wegen angeblicher Spionage zum Tode verurteilt und am selben Tag in Kommunarka bei Moskau erschossen. Am 22. August 1957 wurde er rehabilitiert.

## Werke (Auswahl)
- Les chamanes de Sibérie et leur tradition orale: suivi de Chamanisme et christianisme. Paris: Michel, 1998 (Spiritualités vivantes); ISBN 2-226-10681-2
- Legenden und Erzählungen von Schamanen bei Jakuten, Burjaten und Tungusen. in: Friedrich, Adolph u. Georg Budruss (Hg., Übers.): Schamanangeschichten aus Sibirien, München (O.W. Barth), 1955, S. 92–302.